# Сахаров, Алик
Алик Сахаров (англ. Alik Sakharov; род. 17 мая 1959, Ташкент) — американский кинорежиссёр, кинооператор.

## Биография
Алик Сахаров родился в Ташкенте. Когда ему было восемь лет, после землетрясения 1966 года, семья переехала в Москву. В школьные годы Алик занимался в фотокружке в одном из московских Домов культуры. Увлечение фотографией сохранилось по сей день. Серьёзное отношение к кинематографу пришло после просмотра фильма Андрея Тарковского «Зеркало», который оказал самое значительное влияние на его художественный вкус и до сих пор является любимым фильмом.
В 1981 году его семья эмигрировала в США. Увлечение фотографией и кино продолжалось. В 1985 году Алик Сахаров снял свой первый документальный фильм — «The Russian Touch», о жизни советских иммигрантов в Нью-Йорке. В 1986 году Алик начал внештатную деятельность видеооператора и осветителя на одной из телестудий в Нью-Йорке, где в течение нескольких лет получал опыт на съёмках коротких сюжетов для телевидения, рекламы, музыкальных клипов.
В 1991 году Алик Сахаров снял свой первый короткометражный фильм «Big and Mean» как оператор-постановщик для голливудского сценариста и режиссёра Джона Раффо. В 1992 году вышел его собственный короткометражный фильм «Pausa». Сам Алик называет его визуальной медитацией и посвящает своему любимому режиссёру Андрею Тарковскому. Среди операторов, оказавших на него наибольшее влияние, Алик Сахаров называет советских операторов Даниила Демуцкого, снимавшего с Александром Довженко, и Сергея Урусевского, а также американского оператора Гордона Уиллиса.
В 1990-е годы Алик Сахаров снял несколько полнометражных картин независимых режиссёров и небольших телесериалов. В 1997 году начал успешное сотрудничество с телевизионным каналом HBO, входящим в корпорацию Time Warner: Сахаров принимал участие в создании популярных телесериалов «Клан Сопрано», «Декстер», «Секс в большом городе», «Рим», «Игра престолов».
С 2008 года Алик Сахаров выступает и как режиссёр. А после четырёх эпизодов первого сезона «Игры престолов», снятых в качестве кинооператора, на съёмках второго сезона становится режиссёром, и с тех пор целиком посвящает себя режиссуре.

## Фильмография

### Кинооператор
- 1985 — The Russian Touch, (документальный)
- 1992 — Pausa
- 1993 — Полночный выпуск
- 1999—2007 — Клан Сопрано, (телесериал), 39 эпизодов
- 2001—2002 — Секс в большом городе, (телесериал), 4 эпизода
- 2005—2007 — Рим, (телесериал), 9 эпизодов
- 2008 — Ничего, кроме правды
- 2011 — Соломенные псы
- 2011 — Игра престолов, (телесериал, 1 сезон), 4 эпизода: «Зима близко», «Королевский тракт», «Бэйлор», «Пламя и кровь»

### Режиссёр
- 1985 — The Russian Touch (документальный)
- 1992 — Pausa
- 2007 — Рим, (телесериал), эпизод «Герои Республики»
- 2007 — Brotherhood, (телесериал), эпизод «Call Letter Blues 1:2-6»
- 2008 — Easy Money, (телесериал), эпизод «Sub-Prime», «DNA»
- 2008 — Brotherhood, (телесериал), эпизод «Give Me the Ocular Proof…»
- 2010 — Rubicon, (телесериал), эпизод «The Truth Will Out»
- 2012 — Игра престолов (телесериал, 2-й сезон), эпизод «То, что мертво, умереть не может» («What Is Dead May Never Die»)
- 2012 — Декстер (телесериал), эпизод «Неверный шаг»
- 2013 — Игра престолов (телесериал, 3-й сезон), эпизод «Подъём» («The Climb»)
- 2012 — Подпольная империя (телесериал), эпизод «Spaghetti and Coffee»
- 2013 — Декстер (телесериал), эпизод «Дресс-код»
- 2013 — Подпольная империя (телесериал), эпизод «Resignation»
- 2013 — Пожарные Чикаго (телесериал), эпизоды «Out with a Bang», «Warm and Dead»
- 2014 — Полиция Чикаго (телесериал), эпизоды «Called in Dead», «Conventions»
- 2014 — Игра престолов (телесериал, 4-й сезон), эпизоды «Законы богов и людей» («The Laws of Gods and Men») и «Пересмешник» («Mockingbird»)
- 2014 — Американцы (телесериал, 2-й сезон), эпизод «Смертельный орел» («Martial Eagle»)
- 2014—2016 — Марко Поло (телесериал), эпизоды «The Fourth Step», «Feast»; «The Fellowship», «Lost Crane» (2016); «Сотня глаз»
- 2015—2017 — Чёрные паруса (телесериал), эпизоды «XIII», «XV», «XIX», «XXIII», «XXVIII», «XXX», «XXXIII»
- 2015 — Плоть и кости (телесериал), эпизоды «Scorched Earth», «Full Dress»
- 2016 — Закон и порядок: Специальный корпус (телесериал, 18-й сезон), эпизод «Terrorized»
- 2016 — Голиаф (телесериал), эпизоды «It’s Donald» и «Pride and Prejudice»
- 2017 — Карточный домик (телесериал, 5 сезон), эпизоды 3, 4, 7
- 2017 — Цыганка (телесериал), эпизоды «Vagabond Hotel», «The Commune»
- 2018 — По ту сторону (телесериал, 1-й сезон), эпизоды «Both Sides Now», «The Sincerest Form of Flattery» и «Love the Lie»
- 2018 — Озарк (телесериал, 2 сезон), эпизоды «The Big Sleep» и «One Way Out»
- 2019 — Ведьмак (телесериал, 1-й сезон), эпизоды 1, 2, 7
- 2020 — Озарк (телесериал, 3 сезон), эпизоды «In Case of Emergency», «BFF», «All In», «Fire Pink»
- 2023 — Вторжение (телесериал, 2 сезон), эпизоды «Что-то изменилось», «Погоня за призраками», «Фейерверк», «Голос с той стороны»
- 2024 — Тёмная материя (телесериал, 1-й сезон), эпизоды 8, 9 («Jupiter», «Entanglement»)

## Награды и номинации
- 2004 — Номинация ASC Award (телесериал «Клан Сопрано», эпизод «Long Term Parking»)[4].
- 2007 — Победитель Прайм-тайм премии «Эмми» в номинации Лучший кинооператор (телесериал «Рим», эпизод «Пасха»)[5].
- 2013 — премия the OFTA Award (Online Film & Television Association Award[англ.]) за лучшую режиссуру в телевизионном драматическом сериале (телесериал «Игра престолов»)[6].